# 水森あおい
水森 あおい（みずもり あおい、1986年7月18日 - ）は、日本のAV女優。
神奈川県出身。身長157cm 、スリーサイズ:B90(Gカップ)・W58・H84。血液型:O型。

## 出演作品

### 2006年
- 巨乳LOVE4 14人の巨乳ギャルに中出ししたりパイズリ抜きしてもらいました!（11月11日、ハヤブサ）
- こだわりの手コキ 4時間SP 2 40人のハンドメイド（11月11日、ハヤブサ）
- オナニスト ［第十五章］（12月10日、ハヤブサ）

### 2007年
- 巨乳中出し240 12（1月13日、ハヤブサ）
- 乳魂 ちちメガネ（1月19日、桃太郎映像出版）
- 癒しの艶女（2月7日、桃太郎映像出版）
- スーパーGスポット潮吹き女子校生10連発！！3時間スペシャル 15（2月16日、クリスタル映像）
- 人妻の情事7 夫以外の男に中出しされた妻たち（3月10日、ハヤブサ）
- NASTY 豊乳美少女拘束（3月19日、ZONE）
- ブルセラ卒業旅行（3月23日、グローリークエスト）
- 桃尻女子大生の極上ヒップライン（3月24日、オーロラ・プロジェクト）
- kawaii* kawaii collection 05（3月25日、kawaii*）
- 女教師レイプ2 レイプされる9人の女教師（4月12日、ハヤブサ）
- フェラコレ2007春SP（4月12日、ハヤブサ）
- やっぱ！中出しでしょ7 *12人の中出し姫*（4月12日、ハヤブサ）
- Boin’s Cafe（巨乳カフェ） 撮り下ろし4時間（4月15日、ドリームチケット）
- 近親相姦中出し2 6人の近親中出し物語（4月19日、ミスター・インパクト）
- 家庭教師は女子大生 Special 13（4月20日、クリスタル映像）
- お姉さんが犯してあげる 38（5月11日、クリスタル映像）
- TAKARA GREATEST BOX（6月6日、タカラ映像）
- オフィスレディWITHパンティーストッキングスペシャルII （6月8日、エッチアールシー）
- 寸止め 16（6月15日、クリスタル映像）
- 団地妻生中出し10（7月6日、TMA）
- エッチなお姉さんに誘われて 26（7月27日、クリスタル映像）
- マジックミラー号 激烈ボディー逆ナンパ 横浜みなとみらい編（8月4日、ディープス）
- 黒ストッキングの女性社員たち（8月10日、I.B.WORKS）
- デジタルフェラチオ女子校生（8月16日、タカラ映像）
- お嬢さまはバックで突く突く（8月24日、クリスタル映像）
- デジモ痴女 The BEST 2（9月14日、LEO）
- ボクの新妻は巨乳で裸エプロンでメガネっ娘。 ＃32（9月21日、ゴーゴーズ）
- 独占!!水森あおい（9月28日、クリスタル映像）
- 新婚妻は裸にエプロン 16（10月26日、クリスタル映像）
- The 巨乳伝説 Vol.1（11月9日、LEO）
- THE ヘンタイ7号（11月30日、クリスタル映像）
- ぶっかけ中出しテカテカFUCK 3（12月6日、アイエナジー）
- 巨乳中出し4時間!（12月19日、ミスター・インパクト）
- 巨乳女狩り 31（12月21日、クリスタル映像）

### 2008年
- 女子校生フェラチオ4時間50連発!! 2（1月25日、クリスタル映像）
- Smoking Girls（2月8日、TMA）
- 人妻の履歴書 第3章 凍りつく10人の人妻たち（2月9日、ハヤブサ）
- 団鬼六 白獣の檻（2月29日、ケイエスエス）
- 原作・団鬼六 監禁奴隷妻（3月1日、AVS）
- DIGIMO LEO BEST GIRLS（3月14日、LEO）
- THE 巨乳カフェ×THE 4時間（3月15日、ドリームチケット）
- 巨乳露出アクメ（3月20日、ROCKET）
- シチュエーション別ナマ撮りオムニバス 厳選女優30名スペシャルLIVE!! VOL.5（4月5日、ドリームチケット）
- E-BODY(5月21日、E-BODY)
- あなたの街の巨乳郵○局（6月5日、V&Rプロダクツ）
- ディープス2007下半期作品集（7月17日、ディープス）
- S-BODY Factory 2枚組8時間（7月25日、TMA）
- ギャル中出し4時間 VOL.3（8月7日、アイエナジー）
- 潮吹き女子校生 8時間100連発!!2（8月8日、クリスタル映像）
- 極選4時間 家庭教師はガマンできない 2（8月8日、クリスタル映像）
- 巨乳ハウスメイドが我が家にやって来たので、オッパイを悪戯していっぱい困らせました。（9月13日、マルクス兄弟）
- イヤっていえない女の子…。 あおい（9月21日、h.m.p）
- kawaii*女学園にようこそ!ぜ〜んぶ、ごっきゅん◆爆乳デラックス!（9月25日、kawaii*）
- 極選4時間 裸にエプロン（9月26日、クリスタル映像）
- 狂乳トランス 激モミ×激揺れ×激ピストン（10月1日、ワンズファクトリー）
- ベロチュ〜接吻＆乳首やアナル舐めで手コキ責め2（10月13日、マルクス兄弟）
- 露出3 小坂めぐる&水森あおい（10月19日、ミスター・インパクト）
- 104cmIcup 93cmHcup 92cmIcup 爆乳×潮吹き×大乱交 ゆい あおい りな（10月19日、OPPAI ［おっぱい］）
- 爆乳ゴックン中出しエンジェル（10月19日、エムズビデオグループ）
- 昭和ノスタルジイSEX（11月6日、WOMAN）
- みるスポ! あおい（11月7日、みるきぃぷりん♪）
- 爆乳パイズリ挟射（11月13日、マルクス兄弟）
- お嬢様はバック好き18連発（11月21日、クリスタル映像）
- ボイン大好きしょう太くんのHなイタズラ 19（12月4日、グローリークエスト）
- 競泳彼女 3（12月25日、しのだ）

### 2009年
- サウナレディのお仕事+レディースサウナのお仕事 感謝祭スペシャル（1月8日、SODクリエイト）
- 美尻フェチ デッカイお尻でシゴかれたい!（1月13日、マルクス兄弟）
- Hカップと制服の私 女子校生（1月15日、NON）
- 究極の妄想発明シリーズ第11弾 すけすけ透視メガネ パート3（1月22日、ROCKET）
- 生ハム巨乳メロンゴージャス（1月23日、HRC）
- 黒ストッキングOL大全集 2枚組8時間（1月30日、TMA）
- 完全独占 プライベート温泉旅行 小坂めぐる&水森あおい（2月1日、ワンズファクトリー）
- 爆乳グラインド騎乗位（2月1日、MOODYZ）
- 女子校生とヲジサンのベロベチョ接吻とにゅるぬる手コキ（2月15日、ワープエンタテインメント）
- 93cmHcup 86cmGcup 85cmFcup ハイスクール乱交2 AOI AIMI SATOMI（2月19日、OPPAI）
- デカチチメガネ中出し 2（2月19日、グローリークエスト）
- 伊達の桃尻本舗（2月25日、オーロラプロジェクト）
- Boin「水森あおい」Box（3月1日、ABC/妄想族）
- BOING.90 Gcup 水森あおい 017（3月15日、ドリームチケット）
- 濡れたJK 水森あおい（3月25日、しのだ）
- 巨乳Eカップover限定！BOIN狩り 4時間（4月3日、グレイズ）
- お兄ちゃん、お口で気持ち良くしてあげるね。（4月13日、マルクス兄弟）
- しばられたい わたし、ただのオモチャで、いいんです。 あおい（4月15日、ドリームチケット）
- 極!!レイプ 4時間 2（4月24日、クリスタル映像）
- kawaii* BEST 2008下半期 35タイトルぜ〜んぶ見せちゃうょんDX 4時間（4月25日、kawaii*）
- 美人女教師狩り 4時間（5月1日、グレイズ）
- 露出BEST 巨乳ギャル編（5月19日、ミスター・インパクト）
- 第1回 健康成年男子6000人にアンケートをとりました! アナタが選ぶスケベ〜な妄想ベスト10!!（5月19日、ROOKIE）
- Boin Box 上半期BEST 240分（6月1日、ABC/妄想族）
- M’s2008年下半期総集編（6月19日、エムズビデオグループ）
- 巨乳舐め吸いSP2 乳フェチ向け 舐め吸いしまくり4時間（7月1日、ABC/妄想族）
- 極選4時間 巨乳女狩り3（7月10日、クリスタル映像）
- あのグラマーな撮影会モデルはチ○ポが大好きな淫乱女らしい（7月18日、WEEKENDER）
- 巨乳・爆乳 パイズリVOL.4（8月1日、映天）
- 巨乳・爆乳 乳揉み VOL.7（8月1日、映天）
- 巨乳・爆乳 乳舐め吸い VOL.7（8月1日、映天）
- 特選騎乗位FUCK！ 巨乳女優24人4時間（8月1日、MOODYZ）
- 可愛い顔にデカいオッパイとクビレた腰 MOODYZ特選 絶賛ボディ女優の体液交わる濃密FUCK4時間（9月1日、MOODYZ）
- M’s人気女優総集編（9月19日、エムズビデオグループ）
- 中出し.2 強制ナマ射4時間（10月2日、グレイズ）
- OPPAI上半期総集編 2009年1月 - 6月（10月19日、OPPAI）
- 7人の美乳 4時間（11月1日、ABC/妄想族）
- ローション漬けレズ（11月25日、しのだ）
- 気が狂うほどイカせて！絶叫アクメ50連発4時間（12月13日、MOODYZ）
- むっつりスケベな女達（12月13日、E-BODY）
- MVG100タイトル8時間（12月19日、エムズビデオグループ）
- ローション漬け少女 濡れ濡れの世界FINAL（12月25日、しのだ）

### 2010年
- 爆乳を舐めて吸っての極上手コキ 4時間（1月1日、ABC/妄想族）
- マンずりオナニー中毒8時間50人（1月1日、MOODYZ）
- 男なら一度はヤッてみたい 細身BOINスタイルBEST44人4時間（1月19日、OPPAI）
- 極楽ちんぽイジメ 手コキ4時間DX（2月13日、マルクス兄弟）
- 巨乳マニアックス20人4時間（4月13日、マルクス兄弟）
- 時間×1980円×すっぴん美女×3人（4月16日、スターゲート）
- しのプロ2009年全作品集（4月25日、しのだ）
- 巨乳 乳揉みSP 総集編 デカイ乳だけひたすら揉む4時間（5月1日、ABC/妄想族）
- 私のオナニー見たい?（6月13日、ミスター・インパクト）
- 巨乳・爆乳 巨乳オイル激揉みおっぱいヌルヌル（8月6日、映天）
- 女教師をレイプして!!顔射!!中出し!!（9月13日、ミスター・インパクト）
- 巨乳・爆乳 特選!!爆乳ナースのおシゴトいろいろ 4時間（10月15日、映天）
- 巨乳・爆乳 特集!!爆乳のバック 2時間45人（11月19日、映天）
- -爆乳づくし- OPPAI乱交BEST FUCK 27人4時間（11月19日、OPPAI）
- kawaii*美少女100人8時間SPECIAL（11月25日、kawaii*）
- ご奉仕パイズリ（12月19日、OPPAI）